# Hans-Werner Clasen
Hans-Werner Clasen (* 11. Mai 1929 in Hamburg-Rahlstedt, + 16. August 2022 in Flensburg) war ein deutscher Musikpädagoge, Organist und Komponist.

## Werdegang
Hans-Werner Clasen studierte in Lübeck Kirchenmusik sowie Schulmusik mit Schwerpunkt Komposition in Lübeck und Hamburg. Im Hauptberuf Musiklehrer an der Auguste-Viktoria-Schule in  Flensburg (zuletzt als Oberstudienrat), trat er auch als Organist in Erscheinung. Ab 1970 veröffentlichte er zudem eigene Partituren; sein Stammverlag wurde Fidula.
Clasens Eigenkompositionen entstanden meist nach Texten bekannter Dichter, Chorsätze von Clasen erschienen auch nach Kompositionen anderer Musiker. Daneben verfasste er Unterrichtswerke und Klavierschulen, zuletzt Tatort: Klavier (2008). Der Schulmusiker arbeitete mehrfach mit dem Kinderbuchautor Rolf Krenzer zusammen, für dessen Theaterstück Einen Tag nur Sultan sein! schrieb Clasen in den 1980er Jahren die Lieder und Tänze. Es ist mit Clasens Musik im Deutschen Theaterverlag erschienen und wird bis heute aufgeführt.
Clasen komponierte jedoch nicht nur für Kinder und Jugendliche, es entstanden aber auch kompositorische Werke für ein erwachsenes Publikum, z. B. Chorwerke, geistliche Liedvertonungen oder Vertonungen niederdeutscher Gedichte.

## Werke (Auswahl)
- Hallo, du da. Klavierstücke für junge Pianisten. Fidula 1994
- Licht und Schatten. Kunterbunte Handstücke für Klavier. Fidula 1995
- Das vierhändige ABC. 16 Stücke für vier Hände, partnerschaftlich geleitet und begleitet von einer Lehrerstimme. Fidula 1998
- Tatort. Klavier [Musikdruck]. Kriminalgeschichten für Solo-Piano. Fidula 2008